# Henry Yule
Pour les articles homonymes, voir Yule (homonymie).
Henry Yule (1er mai 1820 - 30 décembre 1889), était un orientaliste écossais. Il est né dans le petit village de Inveresk, près de Édimbourg en Écosse.

## Biographie
Après des études à Édimbourg, il rejoint en 1840 le Bengale, où il travaille comme ingénieur. Il devient secrétaire d'un colonel pendant la guerre contre les Sikhs. Il participa en 1858 à une mission militaire dans le Royaume d'Ava en Birmanie, d'où il rédigea un récit sur cette mission à la cour royale d'Ana.
Il a pris sa retraite en 1862 avec le grade de colonel et a consacré ses loisirs à l'histoire médiévale et à la géographie de l'Asie centrale. En 1863 il devint président de la Hakluyt Society. Il publia La description de Mirabilia d'après l'œuvre Mirabilia de Jourdain de Séverac. Il a publié un livre consacré à Marco Polo et son voyage en Chine, pour lequel il reçut la médaille d'or de la Royal Geographical Society en 1866. 
En 1886, il participa à la rédaction d'un dictionnaire d'expressions parlées anglo-indiennes. Il publia une biographie du Gouverneur Pitt, grand-père de William Pitt l'Ancien. Il fut nommé Chevalier de l'Ordre de l'Étoile des Indes et contribua à la création du Oxford English Dictionary.